# 13028 Klaustschira
13028 Klaustschira eller 1989 GQ6 är en asteroid i huvudbältet som upptäcktes den 5 april 1989 av den tyske astronomen Michael Geffert vid La Silla-observatoriet. Den är uppkallad efter den tyske entreprenören Klaus Tschira.